# Kader Abdolah
Kader Abdolah, pseudonimo di Hossein Sadjadi Ghaemmaghami Farahani (Arak, 12 novembre 1954), è uno scrittore iraniano naturalizzato olandese.
Rifugiato politico in Occidente, vive nei Paesi Bassi e scrive le sue opere in olandese.

## Biografia
Primo di sei figli, cresce in una regione di stretta osservanza islamica. Volendo seguire le orme di un suo trisavolo, Qaem Maqam Ferahni, uomo politico e poeta assassinato dallo scià nel 1875, Kader Abdolah sogna fin da piccolo di diventare scrittore. Per questo, dall'età di 12 anni si dà allo studio della letteratura occidentale, che fa sorgere in lui l'interesse culturale per l'Occidente di cui ascolta clandestinamente le stazioni radio.
Nel 1972 inizia a studiare fisica all'università di Teheran e ottiene un posto di direttore in una fabbrica di imballaggi. È in questa epoca che si interessa di scrittura, con la produzione di numerosi testi in lingua persiana. Dopo aver pubblicato due raccolte di racconti, adottando come pseudonimo i nomi di due esponenti dell'opposizione, Kader e Abdolah, assassinati dal regime iraniano degli ayatollah, le autorità scoprono in lui un membro attivo dell'opposizione, una circostanza che lo costringe ad abbandonare il suo paese nel 1985, insieme alla moglie, per trasferirsi in Turchia. Vi rimane tre anni, fino a quando entra in contatto ad Ankara con una delegazione olandese delle Nazioni Unite.
Decide così di rifugiarsi nei Paesi Bassi dove ottiene lo status di rifugiato politico. Dopo un soggiorno nel centro per rifugiati ad Apeldoorn, ottiene una casa a Zwolle, dove rimane fino al 2003, quando si sposta a Delft.
Impara l'olandese essenzialmente da autodidatta, aiutandosi con libri per bambini e raccolte di poesia. Per un anno frequenta anche l'Università di Utrecht per studiarvi letteratura. Inizia a scrivere in olandese, sforzandosi di padroneggiare meglio la lingua.
Debutta nel 1993 con la raccolta di novelle "De adelaars" (Le aquile), incentrate sull'esperienza di esule: l'opera gli vale il Gouden Ezelsoor, premio olandese destinato agli esordienti.  Nel 1995 esce una seconda raccolta, sullo stesso tema, intitolata De meisjes en de partizanen (Le ragazze e i partigiani).
Pubblica un numero crescente di libri sotto lo pseudonimo di Kader Abdolah e tiene ogni settimana una rubrica nel giornale de Volkskrant, sotto lo pseudonimo di Mirza, che significa "cronista", e che è anche il nome di suo padre morto.
La sua opera è quasi sempre incentrata sulla vita tra due culture, quella originaria dell'Iran e quella adottiva dei Paesi Bassi, e sulla vita nella diaspora.

### Opera
Nel 1997 esce il suo primo romanzo, a sfondo autobiografico, De reis van de lege flessen (Il viaggio delle bottiglie vuote): Bolfazl, protagonista della narrazione, è come lui un profugo iraniano sospeso fra un passato che gli riaffiora nella memoria, frammentario e deformato, e la realtà del suo presente di esule in una nuova patria, in un difficile processo di integrazione sociale.
Dalla rubrica ebdomadaria Mirza, da lui tenuta, uscirà nel 1998 l'omonima raccolta di articoli sui temi della tolleranza e convivenza interrazziale nel paese che lo ospita.
Nel 2000 esce Spijkerschrift, Scrittura cuneiforme, il cui protagonista Ismael, al contrario di Bolfazl, è in grado di ricostruire la sua storia familiare precedente all'esilio in Occidente, la sua giovinezza, il legame con il padre e la sua vicenda personale si sovrappone alla testimonianza storica sulle vicende dell'Iran.
Het huis van de moskee (La casa della moschea) è ambientato a cavallo di quell'epoca che porterà alla caduta del regime dello scià Reza Pahlavi, con l'esperienza della rivoluzione iraniana e con quella della nascente Repubblica islamica dell'Iran. La società della provincia iraniana, in questo frangente storico, si trova a confrontarsi con due tensioni opposte, la forzata occidentalizzazione tentata dallo scià e la forzata assimilazione all'estremismo politico e religioso del regime di Khomeini, un passaggio radicale che porterà allo sconvolgimento dell'armonia e dei valori secolari di una civiltà, lasciando al loro posto paure, odio e sospetti. Il libro ha ottenuto il Premio Grinzane Cavour 2009.
Il 26 aprile 2008 esce in libreria il suo De Boodschapper - De Coran, Il messaggero - Il Corano, un dittico, formato da una biografia romanzata di Maometto e da testi tradotti dal Corano. L'autore intende contribuire positivamente al dibattito sull'Islam.
Nel 2011 pubblica De Koning (Il re), ambientato nella Persia a cavallo tra Ottocento e Novecento al centro degli interessi coloniali di Russia, Francia ed Inghilterra. Debole, ostinato e vendicativo, lo scià Naser non sa intercettare gli snodi cruciali della Storia. A lui si contrappone il visir Mirza Kabir - trisavolo dell'autore - che lotta per un futuro di progresso e modernizzazione per la Persia.
Nel 2020 pubblica Il sentiero delle babbucce gialle.

### Riconoscimenti

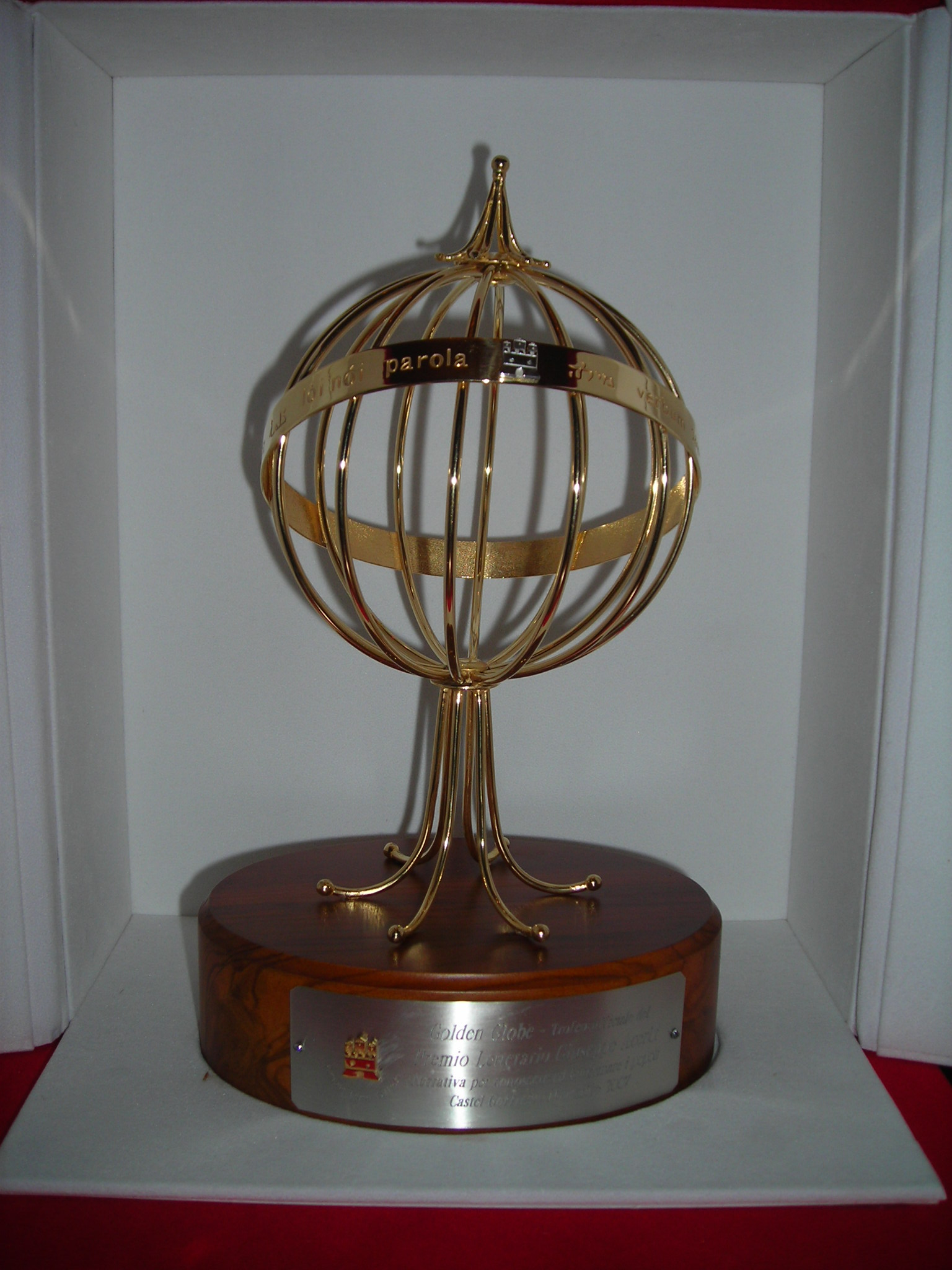
Premio letterario Giuseppe Acerbi.

Ha ricevuto numerosi premi è stato decorato con l'Ordine del Leone dei Paesi Bassi mentre la Francia lo ha insignito "chevalier de l'Ordre des arts et des lettres".
Nel 2007, i lettori hanno scelto il suo libro La casa della moschea come il secondo miglior libro olandese di tutti i tempi, superato solo da De ontdekking van de Hemel (La scoperta del cielo) di Harry Mulisch.
Nel 2016 vince Premio letterario Giuseppe Acerbi per il romanzo Il corvo.

## Opere
- De Adelaars, 1993
- De meisjes en de partizanen, 1995
- De reis van de lege flessen, 1997 (trad. it. Il viaggio delle bottiglie vuote, Milano: Iperborea, 2001)
- Mirza, 1998
- Spijkerschrift, 2000 (trad. it. Scrittura cuneiforme, Milano: Iperborea, 2003)
- Kelilè en Demnè, 2002 (trad. it. Calila e Dimna, Milano: Iperborea, 2005)
- Portretten en een oude droom, 2003 (trad. it. Ritratti e un vecchio sogno, Milano: Iperborea, 2007)
- Het huis van de moskee, 2005 (trad. it. La casa della moschea, Milano: Iperborea, 2008)
- De boodchapper. Een vertelling, 2008 (trad. it. Il messaggero, Milano: Iperborea, 2010)
- De koning, 2011 (trad. it. Il re, Milano: Iperborea, 2012)
- De kraai, 2011 (trad. it. Il corvo, Milano: Iperborea, 2013)
- Papegaai vloog over de IJssel, 2014 (trad. it. Un pappagallo volò sull'IJssel, Milano: Iperborea, 2016)
- Salam Europa!, 2018 (trad. it. Uno scià alla corte d'Europa, Milano: Iperborea, 2018)
- Het pad van de gele slippers, 2018 (trad. it. Il sentiero delle babbucce gialle, Milano: Iperborea, 2020) ISBN 978-88-7091-629-4
- Farao van de Vliet, 2019 (trad. it. Il faraone d'Olanda, Milano: Iperborea, 2022) ISBN 978-88-7091-655-3